# 水戸まなみ
水戸 まなみ（みと まなみ、1982年8月27日 - ）は、曲に込められた想いを手話で表現しながら歌う日本の歌手である。本名及び旧活動名義：水戸 真奈美（読み同じ）。宮城県柴田町出身。

## 来歴
- 中学生の時に安室奈美恵を見て歌手への憧れを持つが、引っ込み思案でおとなしい性格だったため、誰にも言えなかった。柴田高校3年生の頃から仙台市のタレント養成所のレッスンに通う。反対だった両親を説得し[要出典]、東北文化学園大学卒業後の2005年3月に上京[1]。
- 2005年12月にヴォーカリストオーディションを経て、ティートックレコーズのレッスン生として所属する。
- 1年後には「聞こえない方にも気持ちが伝われば」との思いから手話歌を始める。
- 2010年にはティースターフィールドに所属、全国流通シングルをリリースしている。

## 人物
- 血液型B型。
- 学生時代に手話を学んだが、歌手になってから「より多くの 人々に自分の気持ちを伝えることが出来るのではないか」との考えから、手話と歌との融合[* 1]を研究。これにより「出会いが広がり、ろうの方や子供たちからたくさんの勇気をもらうことができた」としている[2]。
- 自作の歌“Wedding Road”を、2011年3月11日の東日本大震災において犠牲となった宮城県南三陸町の町職員に捧げる歌として、避難所でのイベントや各地でのチャリティイベントで披露して話題となった[3][4][5][6][7]。
- 地元であるところから、東北楽天ゴールデンイーグルス関連のイベントでステージを行うこともある[8][9][10]。

## ディスコグラフィー

### CDシングル
- Just Feeling／伝えたい…コト…（2008年6月）[11]
- Live the Dream（2010年4月28日 XQDN-1024 CD＋DVD）[12]
- Wedding Road（2011年6月8日 XQDN-1031）[13]
- 今を生きる（2013年10月9日 XQDN-1044）
- Tea time（2020年2月10日 GSMM-0001）

### DVD
- Wedding Road（2011年7月6日 TSFD-0001）[* 2]
- 今を生きる（2014年1月15日）

## メディア出演

### ラジオ
- BIG FISH FACTORY（2021年4月 - 、ラジオ3他、毎月第四週出演）